# Karel Espino
Karel Espino, né le 27 octobre 2001 à San Cristóbal, est un footballeur international cubain jouant au poste de défenseur central ou de milieu défensif.

## Biographie

### En sélection
En juin 2019, il est retenu par le sélectionneur Raúl Mederos afin de participer à la Gold Cup organisée aux États-Unis, en Jamaïque et au Costa Rica.